# Poi d'Unha
El Poi d'Unha es una montaña de los Pirineos de 2221 metros, situada en la comarca del Valle de Arán (provincia de Lérida).

## Descripción
El Poi d'Unha está situado en el municipio del Alto Arán, cerca de la población de Uña de la que recibe su nombre, se encuentra en la Sèrra de Cabanon. En 2014 se inauguró en el Poi d'Unha una vía ferrata con un recorrido de 800 metros y un desnivel de casi 500 metros, siendo una de las más largas de España.